# Leucula rasa
Leucula rasa là một loài bướm đêm trong họ Geometridae.